# النبلاء (مانهوا)
النبلاء (بالكورية:노블레스 باليابانية:貴人 بالإنجليزية:Noblesse) هو عنوان مانهوا كورية منتهية ألفها سون جي هو ورسمها لي سوانغ سو تدور أحداث القصة حول النبيل الحقيقي أو حاكم النبلاء كاديس إتراما دي رايزل الذي قد دخل في سبات لمدة 820 سنة فاستيقظ في القرن الحادي والعشرين، فبين لنا كيف سيتأقلم مع تطورات العصر وكل التقنيات الحديثة بعدما كان يعيش في العصور الوسطى.
صدرت المانهوا في كوريا في 01/01/2008 كما أنها عبارة عن ويب تون نشرت بواسطة موقع naver، تم إصدار 8 مجلدات للمانهوا وتم توفيريها بشكل كامل بالترجمتين العربية والإنجليزية، تصنيف المانهوا: أكشن، شونين، دراما، غموض، كوميدي، الحياة المدرسية، قوى خارقة، ويب تون.

## الشخصيات

### كاديس إتراما دي رايزل
كاديس إتراما دي رايزل (بالكورية:카디스 에트라마 디 라이제르) أو ببساطة راي، هو بطل القصة من سلسلة مانهوا النبلاء، وهو نبيل من لوكيدونيا الذي يحمل لقب خاص يميزه عن باقي النبلاء هو النبيل الحقيقي أو حامي النبلاء أو قاضي النبلاء وإذا لزم الأمر جلاد النبلاء، هو سيد فرانكنشتاين وراي حاليا في مدرسة يي ران العليا التي يديرها فرانكنشتاين ليتعرف جيدا على عادات البشر وتطورات العالم الحديث.

#### المظهر
مظهر رايزل يبين أنه شاب وسيم وأنيق جدا بالنسبة للبشر وحتى بالنسبة للنبلاء، لديه عينان بالون الأحمر القرمزي (وهي صفة مشتركة بين كل النبلاء) وشعر أسود جميل، لديه قرط فضي على أذنه اليسرى، اكتشف في وقت لاحق أنها من صديقه المستذئب الذي قام راي بقتله، راي يرتدي زي راق للنبلاء، وهو ذو سلوك راق وفخم يمتاز بالهدوء والسكينة ونادرا مايتكلم، مما يبعث الرهبة والاحترام في الأصدقاء والأعداء، فهو يمتلك قوة هائلة تضاهي قوة القائد الأعلى ولكنها تشكل عبئا عند استخدامها حيث أنها تستهلك قوة حياته، وبسبب المسؤوليات التي على عاتقه جعله هذا منعزلا ولا مباليا لكثير من الأمور،
و مع ذلك يتحطم هدوئه ورباطة جأشه عندما يتعلق الأمر بالتكنولوجيا وكا يتعلق بالقرن الحادي والعشرين

#### الشخصية
راي لايمتلك أي معرفة على الإطلاق في ما يتعلق بالقرن الحادي والعشرين، وغالبا ما تختلط له في كثير من الأمور كاستعمال الهاتف والحاسوب، مما يجعله يقع في مواقع هزلية كوميدية فيستعين بفرانكنشتاين في حلها لكن كان صعب عليه تعلم التكنولوجيا كذلك وبشكل لا يصدق دون أن ننسى أن شهيته للرامن مفتوحة فهو طعامه المفضل. وعلى الرغم أنه يبدوا باردا ة غير مبالي لأي شيء يبدي رحمة نحو البشر ولا يرضى بظلمهم أبدا.
انه يثق ثقة كبيرة في فرانكنشتاين، وعلى الرغم من بعض الأخطاء التي يرتكبها فرانكنشتاين (أخطاء في التفسير/عصيان الأوامر) فإن راي لا يوبخه. ختم راي قوى فرانكنشتاين لعدم سوء الاستخدام بما أن هذه القوى تلتهم روحه وتسيطر على جسده خاصة عندما يستدعي سلاحه رمح الظلام.
راي أيضا لديه شعور كبير بالمسؤولية لأنه يقرر من يبقى باسم النبلاء، وكان راي شخصا يخشاه جميع النبلاء في لوكيدونيا وكان يقضي معظم حياته بنفسه في قصره، فكان يتوق إلى عيش حياة طبيعية، ورؤيته كيف أن M21 وتاو وتاكيو يريدون الشيء نفسه جعلته يريد حمايتهم والتأكد من حصولهم على ما يبتغون، راي كان على استعداد ليسامح الخونة الذين حاولوا قتله، ولكن مساسهم بالبشر وظلمهم لهم جعله يقرر عدم مسامحتهم لحماية النبلاء وعدم كسر التوازن بين البشر والنبلاء.
راي يحب المخالطة مع فتيان البشر الذين يلتقي بهم في كلية يي ران العليا. بل في الواقع، هم أول من دعوه راي. انه لا يمكن له أبدا أن يتحمل رؤيتهم جرحى أو يتألمون. ويظهر أنه لا يرغب في الدخول في سبات مؤقت (بعد الاستخدام العشوائي للقوة) حتى لفترة قصيرة بسبب عدم اليقين بالنسبة للوقت الذي سوف يستيقظ فيه، وإذا كان سيجد هؤلاء الفتيان مرة أخرى في العالم إن استيقظ.
راي لديه حب عميق لتناول طعام الرامن وفرانكنشتاين يسعى جاهدا لطبخ الطبق المثالي من الرامن لسيده. راي يكره أن تتسخ ملابسه أو أن ينظر إليها بشكل فوضوي يبقيها مرتبة ونظيفة جدا.

#### الخلفية
النبلاء يخشون راي حيث أعطي الحق في تدميرهم وإدخالهم في السبات الأبدي بموجب سلطته. أعدم عدد لايحصى من النبلاء الذين حاولوا اخلال التوازن بين النبلاء والبشر. وأصبح بعد ذلك منبوذا في قصره الخاص بسبب واجبه، وبالتالي عاش حياته وحيدا حتى التقى فرانكنشتاين. حتى أصبح وجوده غير معروف إلا بين قليل من النبلاء. بقي وحيدا في قصره، وقضى معظم وقته يحدق من النافذة. تمت كسر عزلته فقط إما عندما يزوره زعماء العشائر كل بضع مئات من السنين أو عندما يتمكن القائد الأعلى السابق من وجود سبب وجيه لدعوته إلى قصره. فوجد له قليل من الأسباب، وفي إحدى المرات أعطى له القائد الأعلى السابق الأقراط أن يرتديها في الوقت الراهن، والتي تكون بمثابة ختم على قوته الجبارة. تبين من فرانكشتاين أن موزاكا كان صديق راي الوحيد وهو القائد الأعلى السابق للمستذئبين، فاعتاد على زيارته كل مرة واحدة في كل حين.

### فرانكنشتاين
وهو الشخصية الثانية التابعة لبطل القصة راي، وهو خادم كرس حياته لـراي وخدمه باخلاص لأكثر من 800 عام، تخلى في أحد الأيام عن مذكراته البحثية بعد ما نبذه البشر وحاولوا قتله، فنجت واحدة منها إلى أن صارت بين يدي الدكتور كرومبيل فساعدت المنظمة في تطوير البشر ونمتها بشكل كبير وأوصلتها إلى مستوى متقدم مع تطور التكنولوجيا، وهو أيضا مؤسس ومدير كلية يي ران العليا، وهو معروف بين الجميع باسم المدير، وهو أحد أعضاء RK5 الذي يحمل الرقم-0-.

#### المظهر
فرانكنشتاين، مثل سيده راي، هو وسيم جدا وأنيق. هو طويل القامة له شعر أشقر حريري يصل إلى كتفيه وله عينان زرقاوان وجهه يصبح مشرقا عندما يظهر تلك الابتسامة المرحة. ولكن عندما يواجه عدوا تتغير هالته ويظهر ابتسامة خبيثة ساخرة تتبعها قوة هائلة بتلك الهالة الشريرة المثيرة للاشمئزاز. يرتدي بانتظام بدلات رسمية أنيقة، لكن يغير ملابسه كي تصبح عادية في منزله. ويرتدي نظارات عند أداء مهامه كرئيس للمدرسة، وتبين أيضا ارتدائه النظارات المفردة (عدسة في عين واحدة) من خلال ذكريات الماضي في أبحاثه وأعماله منذ مئات سنوات.

#### الشخصية
فرانكنشتاين هو شخص مخلص جدا، خصوصا تجاه سيده، وهو يحب أن يكون كل شيء نظيفا ومعتدلا سواءا في بيته أو في مدرسته التي يديرها. وعلى الرغم من أن فرانكنشتاين له جانب أسود قاس خال من الرحمة أثناء معاركه، لكنه مثل راي، هو أيضا يظهر الرحمة والشفقة تجاه البشر، وخاصة تجاه الطلاب في مدرسته. قبل لقائه مع راي وغيره من زعماء العشائر، كان يظهر البغض والعداء تجاه النبلاء لظهاره الشفقة والتعاطف مع البشر الذين كثيرا ما كانوا يتعرضون للهجوم من قبل المتحولين الذين تعاقد معهم النبلاء. واتهم النبلاء بالإفساد، ولكن وجهة نظره تغيرت تدريجيا بعد أن تعاقد مع سيده راي.
يعرف فرانكنشتاين بتعاطفه مع البشر وتقديره لأرواح البشر وحياتهم لدرجة عظيمة وقد أصبح عالما عبقريا ووصل إلى ماهو عليه من خبرة لأنه كان يجري التجارب على نفسه. فهو لم يستخدم البشر أبدا في تجاربه.
وينظر اليه في مناسبات عدة على أنه منظم للغاية، وبالتالي، كان يكره الفوضى (وخاصة في منزله) وهذه الصفة مشت فيه تقريبا إلى حد الهوس. ومع ذلك، إنه من غير الواضح ما إذا كان سبب هويه بالنظافة كون ذلك في شخصيه، أو بسبب القوي إخلاصه لراي لدرجة أنه لا يطيق حتى وجود فتاة الطعام أو ذرة التراب في حضرته.
وقد لوحظ أنه يصبح متهورا للغاية وخطيرا متعطشا للدماء عندما يستخدم الكثير من قوته، إلى الحد الذي جعل M21 بقوته يبدو كنقطة في بحر قوة فرانكنشتاين وهذا أثناء معركته مع رايل في لوكيدونيا.
لديه طبيعة متأصلة كعالم بشغف التجريب. في الماضي، اعتاد على القيام بالكثير من العمل البحثي، وهو ما تسبب في بعض الأحيان في استياء راي. أجبرت طرق فرانكنشتاين راي ختم قوة فرانكنشتان قبل ذهابه للسبات. الآن فرانكنشتاين يجري تجاربه بموافقة من رعاياه وبملئ ارادتهم وهم أعضاء في الـRK5 ويعاملهم برحمة حتى أنه يدعوهم (أولاده) ويعتبرهم تحت حمايته، بعكس المنظمة التي تجبر رعاياها بإجراء التجارب رغما عنهم فتسلبهم إنسانيتهم. هذا التغيير الذي طرأ عليه جعل راي يزيل عنه الختم الذي يحبس قواه ومع ذلك، لا يفترض به أن يستخدم قواه بشكل مفرط إلا بلإذن من راي وهو كذلك لايحب هذا، وقد انزعج جدا في معركته مع تاكيو لأنه عصى أمر مباشر من سيده عندما قرر أن يستخدم ما لديه من قوة مفرطة دون إذن. راي أعطى الإذن بأن يحرر الختم عن فرانكنشتاين إذا كان الخصم قويا جدا كما في معركته مع الرئيس 12 للمنظمة، كما ان راي افتخر بفرانكنشتاين بعد هذه المعركة لأنه حل مشكلة نا يونسو، وأنقذ M21 وغيره من الذين كانوا يخسرون، وأقدم على الاعتناء بأجسادهم.
الآن، فرانكنشتاين لايحارب من أجل سيده فقط ولكن يحارب من أجل حماية كل من هم تحت رعايته. أيضا، فرانكنشتاين أظهر مواقف دلت على القلق على سيده عندما يقوم باستخدام الكثير من قوته وخاصة بعدما حرر الختم (القرط الذي أعطاه القائد الأعلى السابق). ويرجع ذلك على قول فرانكنشتاين أن سيده لم يصبح حال جسده جيدا بعدما استيقظ من سباته الطويل الذي دام 820 سنة. فرانكنشتاين يقلق كثيرا على سيده. وهو يدرب فريق الـRK5 ليصبحوا أقوى ولا يشكلوا عبئا على سيده رايزل.
تاو: هو أحد ال RK5 يعيش مع رايزل وفرنكنشتاين في نفس المنزل ويمتلك قدره فائقه في استخدام الحاسوب والتعامل مع البشر والاندماج معهم مع انه بشري معدل.
M21 : هو أحد أعضاء ال RK5 وهو بشري معدل يملك قلب مستذئب ويعيش مع رايزل وفرنكنشتاين.
تاكيو: هو أحد أعضاء ال RK5 وهو بشري معدل يحسن استخدام المسدسات والاسلحه الناريه .
سيرا لويارد: قائده عشيره لويارد واحد أعضاء ال RK5 وهي من اصغر قادة العشائر .
ريجيس لانغدير: هو وريث عائله لانغدير واحد أعضاء ال RK5 .
راجاك كريتيا: هو قائد عشيره كيرتيا .
رايل كريتيا: هو شقيق راجاك الاصغر ووريث عائله كيريتيا تقدم ل خطبة سيرا عدة مرات ولكنها رفضت .